# Johann August Bartels
Johann August Bartels (* 23. April 1723 in Hannover; † 1. Februar 1805) war ein deutscher Maler und Hof-Vergolder.

## Leben
Johann August Bartels wurde zur Zeit der Personalunion zwischen Großbritannien und Hannover geboren. Der Maler wurde später zum Königlich Großbritannischen und Kurfürstlich Braunschweig-Lüneburgischen Hofvergolder erhoben. Ab dem Jahr 1755 arbeitete er vielfach mit dem ebenfalls aus der Stadt Hannover stammenden Hofbildhauer Johann Friedrich Blasius Ziesenis und dem Tischlermeister Johann Christian Lauber. Das Dreigespann schuf gemeinsam mehrere Aufbauten auf Kanzeln, zumeist aber Kanzelaltäre, und formte diesen Altartyp zu einer unverwechselbaren Einheit im Stil des Barock, beispielsweise den gemeinsam mit anderen Handwerkern errichteten Aufbau am Altar der St. Osdag-Kirche in Mandelsloh.
Gemälde von ihm sind nicht bekannt.

## Werke
- Vergoldung des Altaraufsatzes in der St. Osdag-Kirche in Mandelsloh; gemeinsam mit Johann Friedrich Blasius Ziesenis und Johann Christian Lauber[1]
- 1753: Vergoldung der Skulptur Johannes der Täufer in der St. Lamberti-Kirche in Hildesheim, Figur von Johann Friedrich Blasius Ziesenis[2]
- 1758: Vergoldung des Kanzelaltars in der Kreuzkirche in Hannover von dem Bildhauer Johann Friedrich Blasius Ziselius und dem Tischer Friedrich Christoph Vahren[3]
- 1759: Vergoldung des Kanzelaltars der Neustädter Hof- und Stadtkirche St. Johannis in Hannover, nach einem Entwurf von Johann Dietrich Heumann ausgeführt von dem Bildhauer Johann Friedrich Blasius Ziselius und dem Tischer Friedrich Christoph Vahren[4]